# Distretto di Pader
Il distretto di Pader è un distretto dell'Uganda, situato nella Regione settentrionale.